# Тертерово евангелие
Тертеровото евангелие или Тертерово четириевангелие  е среднобългарски ръкопис в библиотеката на Хилендарския манастир.
Лист от него се пази в Руската национална библиотека под сигнатура F.п.I.84. Безименният му преписвач съобщава в бележка на лист 96а, че книгата била поръчана от цар Георги II Тертер през 1322 г. Езикът му е относително архаичен. Съдържа четирите Евангелия. Украсено е с цветни заставки и с изображения на евангелистите. По-рано върху предната корица на евангелието е имало четири византийски емайлови плочки, които сега се намират в Народния музей, Белград (инв. 200 – 203).
Руският учен Анатолий Турилов отъждествява преписвача на Тертеровото евангелие с този на листове 104 – 107 в славянски ръкопис № 12 (требник) от библиотеката на Гръцката патриаршия в Йерусалим.
- Изображения в Тертеровото евангелие
- Изображение на евангелист Матей
- Начална страница на Евангелието от Матей
- Изображение на евангелист Марко
- Изображение на евангелист Лука